# Rio Tinto (Portugal)
O Rio Tinto é um afluente do Douro, em Portugal, que atravessa o município de Gondomar. 

## Geografia
A nascente do Tinto está localizada na localidade de Montes da Costa, freguesia de Ermesinde, no concelho de Valongo, muito perto do limite norte da freguesia homónima, sendo a principal, e quase única, linha de água da localidade. O rio e toda a sua bacia hidrográfica abrangem os concelhos de Valongo, Maia, Gondomar, e Porto.
O término do rio se dá na freguesia de Campanhã, no Porto, onde desagua no rio Douro, sendo seu último afluente da margem direita.

### Afluentes
- Ribeira de Cartes[2]
- Ribeira de Currais[2]
- Ribeira de Vila Meã[2]
- Ribeira de Lomba[2]

## História
Uma lenda explica o topónimo: No início do século IX, os cristãos ganhavam terreno aos mouros. Governava o Conde Hermenegildo Guterres o território da Galiza até Coimbra, tendo como centro o Porto. Contudo, o califa Abderramão II, com um poderoso exército, fez uma violenta investida, cercando a cidade do Porto. O Rei Ordonho II desceu em socorro do seu sogro, o Conde Gutierres, conseguindo afastar os mouros e perseguindo-os para longe da cidade. Junto a um límpido ribeiro, travou-se a sangrenta batalha. Na memória do povo, ficou o sangue derramado que, de tão abundante, tingiu as cristalinas águas do rio, passando desde então a chamar-se Tinto.
Durante as últimas décadas do século XX, o Tinto foi vítima de diversos problemas ecológicos. Foi considerado um dos mais poluídos do Norte de Portugal. Na década de 2010, diversas associações e movimentos cívicos passaram a lutar pela preservação e valorização do seu leito e das suas margens.
No início da década seguinte, seu estado já passou a ser considerado bastante melhor, situação esta atribuída à contratação de agentes estatais conhecidos como "guarda-rios".